# メディナ＝シドニア
メディナ＝シドニア（Medina-Sidonia）は、スペイン・アンダルシア州カディス県のムニシピオ（基礎自治体）。カディス湾を見下ろす小高い山の上にある町で、カディス湾のバルコニー（Balcón de la Bahía）と呼ばれている。白壁の住宅、中世の城壁、狭く曲がりくねった小路が続く。
青銅器時代から人が定住していた。シドンからやってきた人々が定住地をつくったといういわれがあるため、シドニアの名が残った。ローマ時代には、ヒスパニア・バエティカのムニキピウムであるアシド・カエサリナ・アウグスタ（Asido Caesarina Augusta）の名で呼ばれた。西ゴート王国時代、県都となって司教座が置かれた。712年、ウマイヤ朝の将軍ムーサ・イブン・ヌサイールによって占領された。アルアンダルスの行政区画であるコラ（cora）がシドニアに置かれた。この時代にアラビア語起源のメディナの名がついた。1264年、カスティーリャ王アルフォンソ10世によって占領され、グラナダ王国にほど近いグラナダ辺境領とされた。1440年以降、メディナ・シドニア公の所領となった。

## 人口
| メディナ＝シドニアの人口推移 1900－2011                 |
|                                                         |
| 出典:INE（スペイン国立統計局）1900年 - 1991年、1996年 - |

## 史跡・名所
- ローマ時代の考古遺跡
- メディナ＝シドニア城（Castillo de Medina-Sidonia、13世紀-15世紀）
  - ローマ時代の遺構
  - イスラム教徒時代の遺構
  - 中世のメディナ＝シドニア公爵の城の遺構
- ブランカ・デ・ボルボンの塔（ペドロ1世妃）
- トーレストレージャ城（Castillo de Torrestrella）
- サンタ・マリーア・ラ・コロナーダ教会　-　ムデハル様式

## 祝祭・行事
- ヌエストラ・セニョーラ・デ・ラ・パスのフィエスタ - 市の守護聖人となっている聖母を讃え、毎年1月24日に行われる。
- カルナバル
- セマーナ・サンタ
- 聖体祭（コルプス・クリスティ）
- サン･イシドロ･ラブラドールの巡礼祭り（5月）
- サン･フェルミンの巡礼祭り（6月）
- 牛と馬の家畜市 - アンダルシーアで開かれる家畜市の中でも最も古いものの一つで、13世紀から行われている（6月）。

## 出身著名人
- パスクアル・セルベーラ・イ・トペーテ - 軍人。

## ギャラリー

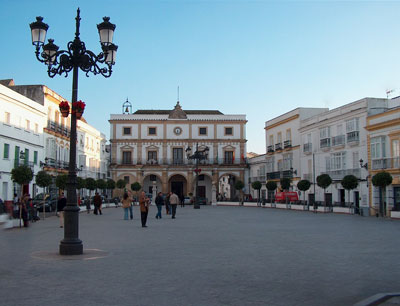
広場
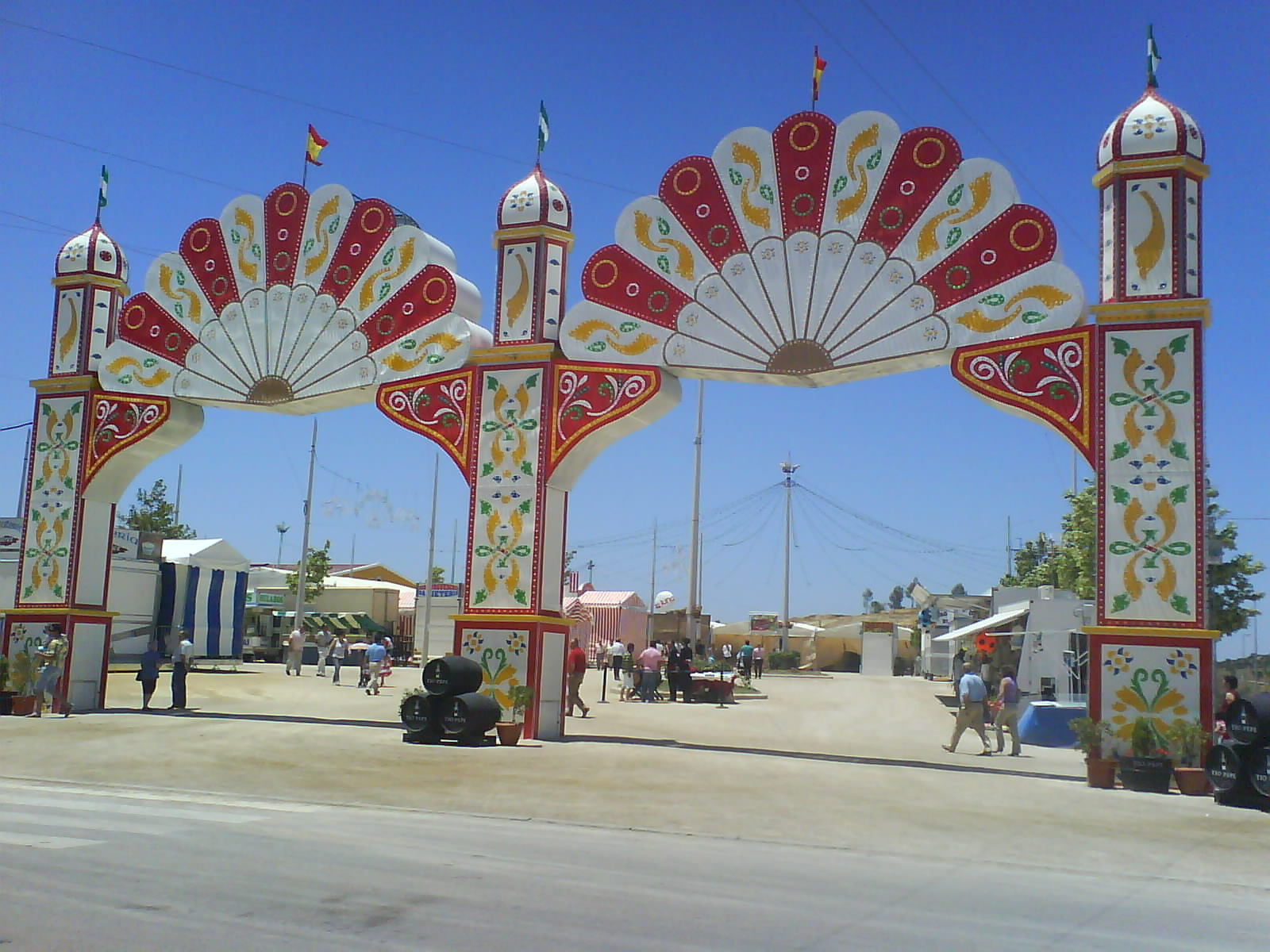
祭り
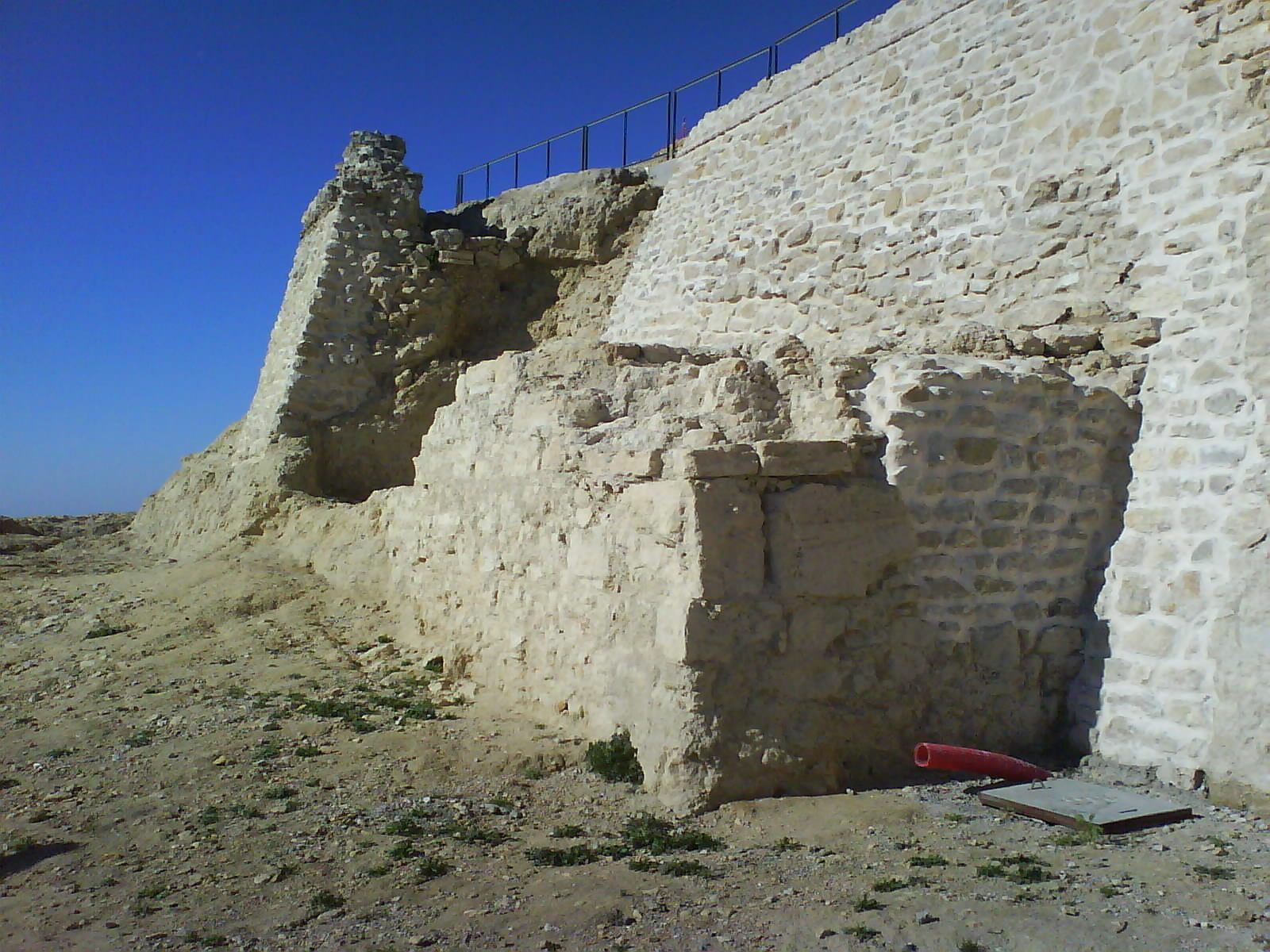
メディナ＝シドニア城
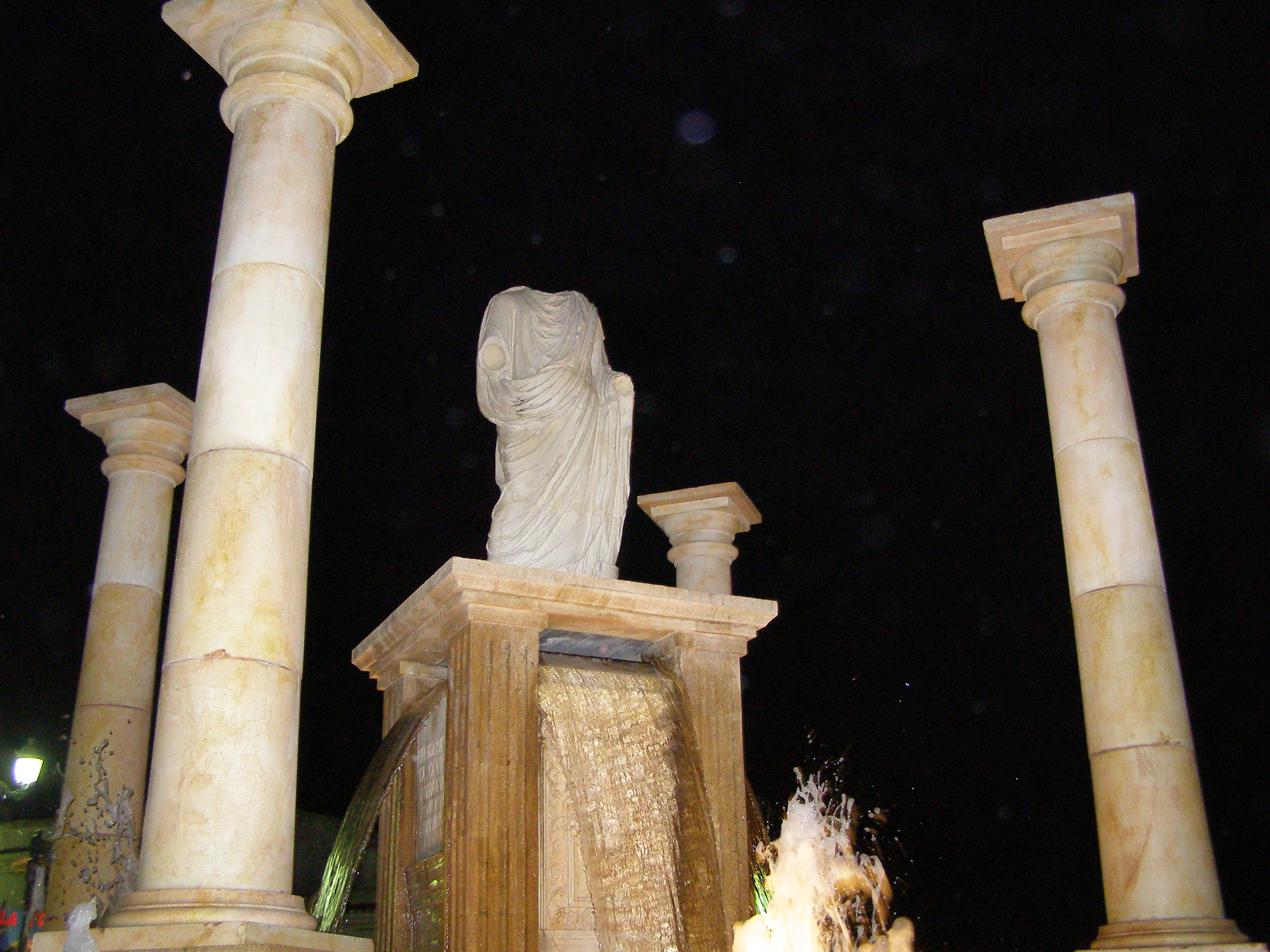
ローマ神殿跡